# Can Carles (Sant Pere de Riudebitlles)
Can Carles és un edifici del municipi de Sant Pere de Riudebitlles (Alt Penedès) que forma part de l'Inventari del Patrimoni Arquitectònic de Catalunya. L'edifici va ser construït a principis del segle xx.

## Descripció
Can Carles és un edifici entre mitgeres situat al peu de la carretera que va de Sant Sadurní a enllaçar amb la d'Igualada a Sitges. Consta de planta baixa, dos pisos i terrat. Al pis principal hi ha una gran balconada amb tres obertures, i al pis superior tres balcons d'una sola obertura i peanya semicircular. L'element més remarcable de la façana és el coronament, amb barana de ferro i un rellotge de sol esgrafiat al centre. El conjunt s'insereix en el llenguatge del noucentisme.